# Neobisium latens
Neobisium latens är en spindeldjursart som beskrevs av Bozidar P.M. Curcic 1984. Neobisium latens ingår i släktet Neobisium och familjen helplåtklokrypare. Inga underarter finns listade i Catalogue of Life.